# Sant Pere Pescador
Sant Pere Pescador (kat. [ˌsam ˌpeɾə pəskəˈðo], span. San Pedro Pescador, [ˌsamˌpeðɾo peskaˈðoɾ]) ist eine Gemeinde in der autonomen Region Katalonien (Spanien) in der Provinz Girona und in der Comarca Alt Empordà (spanisch: Alto Ampurdán). Die Gemeinde hat 2.241 Einwohner (Stand: 2024) und umfasst ein Gebiet von 18,47 km². Der Ort liegt am Fluss Fluvià, der bei Sant Pere Pescador in den Golf de Roses mündet. Das Mündungsgebiet, ebenso wie fast der gesamte Bereich bis zur Mündung des Flusses La Muga, gehört zum Parc Natural dels Aiguamolls de l’Empordà, dem zweitgrößten Feuchtgebiet Kataloniens. Der Ort lebt vom Tourismus und der Landwirtschaft (vor allem Apfelanbau).

## Gemeindepartnerschaft
- Montastruc-la-Conseillère im Département Haute-Garonne, (Frankreich) seit 4. Juni 1990